# Peatîhatkî, Vasîlivka
Peatîhatkî (în ucraineană П`ятихатки) este localitatea de reședință a comunei Peatîhatkî din raionul Vasîlivka, regiunea Zaporijjea, Ucraina.

## Demografie
Componența lingvistică a localității Peatîhatkî
     Ucraineană (91,36%)
     Rusă (8,64%)
Conform recensământului din 2001, majoritatea populației localității Peatîhatkî era vorbitoare de ucraineană (91,36%), existând în minoritate și vorbitori de rusă (8,64%).